# Plazmon
Plazmon je kvazidelec, ki se pojavlja kot kvantizacija nihanja plazme. Plazmone najdemo tudi kot skupinska nihanja prostega elektronskega plina v polprevodnikih in kovinah. Kar pomeni foton za elektromagnetno valovanje, to je plazmon za nihanje v Fermijevem plinu kovin.
Ime plasmon izhaja iz  izraza plazma, ki pomeni posebno stanje snovi v katerri so atomi ionizirani.
Ločimo več vrst plazmonov:
- samostojni plazmon
- površinski plazmon
- prostorski plazmon
- plazmonski polariton.

## Nastanek plazmonov
Plazmone lahko opišemo kot skupinska nihanja prostih elektronov v odnosu do pozitivnih ionov. Elektroni se bodo kot skupina gibali najprej v eno smer glede na pozitivne ione. Nato bodo spremenili smer, ko se bodo toliko premaknili, da se bo sila nanje obrnila. Pričeli bodo nihati s frekvenco, ki jo imenujemo plazemska frekvenca (označujemo jo z  {\displaystyle \omega _{p}\,}), dokler ne bodo zaradi trenja izgubili vse energije.
Veliko vlogo igrajo v lastnostih kovin. 
Plazmoni se lahko povežejo s fotoni in tvorijo nov kvazidelec plazemski polariton.
Energijo plazmonov določamo z modelom prostih elektronov. Določimo pa jo s pomočjo obrazca: 
{\displaystyle E_{p}=\hbar {\sqrt {\frac {ne^{2}}{m\epsilon _{0}}}}=\hbar \cdot \omega _{p},}
kjer je 
- {\displaystyle n\,} gostota elektronov v prevodnem pasu
- {\displaystyle m\,} masa elektrona
- {\displaystyle \epsilon _{0}\,} influenčna konstanta 8,854 187 817 · 10−12 AsV−1m−1
- {\displaystyle \hbar \,} reducirana Planckova konstanta
- {\displaystyle \omega _{p}\,} plazemska frekvenca

## Površinski plazmon
Površinski plazmoni so tisti, ki jih najdemo samo na površini snovi. Na površini lahko pride do močnejšega vpliva vpadajoče svetlobe, kar povzroči nastanek plazmona na površini snovi. Elektroni nihajo samo v smeri, ki je vzporedna s površino. Običajno nastane na meji med vakuumom ali snovjo s pozitivno influenčno konstanto in snovjo, ki ima negativno konstanto dielektričnosti (kovine ali dopirani dielektriki).

## Prostorski plazmoni
Prostorski plazmoni so podobni površinskim plazmonom. Od njih se razlikujejo v tem, da nastane nihanje elektronov v celotnem prostoru. 